# Кристиан Брауншвейг-Люнебургский
Кристиан Брауншвейг-Люнебургский, Кристиан Старший (нем. Christian von Braunschweig und Lüneburg, Christian der Ältere; 9 ноября 1566 — 8 ноября 1633) — представитель династии Вельфов, епископ Минденский, князь Люнебурга в 1611—1633 годах.

## Биография
Кристиан — второй сын герцога Вильгельма Брауншвейг-Люнебургского и Доротеи Датской. Воспитывался в лютеранской вере.
После смерти отца в 1592 году старший брат Кристиана Эрнст унаследовал княжество Люнебург, а Кристиан решил продвигаться по церковной карьере. В 1597 году он был избран коадъютором Минденского монастыря. После смерти князя-епископа Антона Шаумбургского в 1599 году, Кристиан был назначен его преемником: епископом Минденским и одновременно правителем Минденского епископства. Избрание не рукоположенного в священники Кристиана не было подтверждено римским папой, поэтому он считался исключительно «администратором». Кристиан объявил в Миндене свободу вероисповедания. В 1604 году минденские каноники решили допустить в церковь Святого Иоанна в Миндене иезуитов, Кристиан не пресёк сопротивление протестантски настроенных горожан и тем самым не дал реализовать предоставленную свободу, продемонстрировав свою приверженность к протестантству. После оккупации города войсками Тилли в 1625 году герцога Кристиана на должности коадъютора сменил ревностный контрреформатор Франц Вильгельм Вартенбергский, приступивший в 1630 году к вводу в действие в епископстве Реституционного эдикта. В отсутствие активного сопротивления герцога Кристиана Франц Вильгельм был назначен папой новым епископом, но так и не сумел осуществить в Миндене Контрреформацию.
После смерти старшего брата Эрнста в 1611 году герцог Кристиан правил в княжестве Люнебург и в 1617 году приобрёл княжество Грубенхаген. С началом Тридцатилетней войны вместе с герцогом Фридрихом III Гольштейн-Готторпским герцог Кристиан встал на сторону императора, был назначен полковником нижнесаксонских войск и с большой мудростью пытался отвести театр военных действий подальше от своих владений. Тем не менее, в 1623 году имперские войска под командованием Тилли оккупировали Люнебург. Под давлением нижнесаксонских сословий Кристиан уволился с военной службы. В 1629 году, после Реституционного эдикта он в конечном итоге перешёл на сторону протестантов, к которым уже давно испытывал симпатии, которые из государственных соображений не проявлял открыто.
Герцог Кристиан похоронен в княжеской усыпальнице в городской церкви Святой Марии в Целле.